# Letteratura nigeriana
La moderna letteratura nigeriana, in lingua inglese, trae spunto dalla produzione post-schiavitù del Settecento, ma è certamente nella seconda metà del Novecento, gli anni dell'indipendenza, gli anni post-colonialisti, che si ha una significativa fioritura di opere narrative, poetiche e teatrali. Da esse emerge evidente l'impegno di scrittori e intellettuali di consolidare il senso della raggiunta identità nazionale.
Lo sviluppo di un giornalismo popolare negli anni trenta e la successiva pubblicazione di testi di facile consumo, darà un grande e decisivo impulso al diffondersi di un autentico clima letterario. Fra gli autori di questo filone emerge il nigeriano Cyprian Ekwensi, attento alle sfumature di una varietà etnica e linguistica che strizza l'occhio alla realtà urbana, al quale gli scrittori degli anni Settanta e Ottanta guarderanno con ammirazione.
Sono due i romanzieri ritenuti i padri della letteratura nigeriana moderna: Amos Tutuola e Chinua Achebe. Il bevitore di vino di palma (titolo originale "The Palm-Wine Drinkard", del 1946 e pubblicato nel 1952), del primo, è oramai un classico. Il crollo (titolo originale "Things Fall Apart", del 1958), il capolavoro di Achebe, è una pietra miliare del genere, tradotto in più di 50 lingue e studiato nelle scuole di tutti i paesi africani.
In quegli stessi anni si formano i poeti Christopher Okigbo e J. P. Clark, quest'ultimo anche drammaturgo, entrambi impegnati a valorizzare gli aspetti formali della composizione attraverso un linguaggio tanto universale, quanto legato alla specificità del proprio contesto culturale.
Autore aperto a più forme espressive è Wole Soyinka, al quale nel 1986 venne assegnato il Premio Nobel per la letteratura. Soyinka ha dominato la scena letteraria nigeriana contribuendo a superare i limiti della nègritude intesa come riaffermazione del sé implicitamente autogratificante e invitando a costruire modalità di scrittura che fossero artisticamente valide non tanto perché autenticamente nere, ma in quanto tali. La sua opera, da cui risulta evidente l'impegno politico e sociale dell'autore, ha il pregio di riproporre, finalizzandoli al presente, i miti fondanti la tradizione culturale dell'etnia nigeriana Yoruba che vengono assimilati per dignità e significati a quelli espressi da tutte le altre civiltà.
Autori di impostazione più radicale, decisi a sperimentare forme espressive esplicitamente meno elitarie, sono tra gli altri il drammaturgo e romanziere Femi Osofisan e lo scrittore Kole Omotoso, che hanno contribuito al formarsi della cosiddetta tradizione alternativa.
Dopo la guerra civile nigeriana, numerosi intellettuali si sono posti il problema di ricomporre le faziosità e attenuare le tensioni tra le diverse etnie, accentuando una prospettiva multiculturale e multilinguistica, a favore di una più marcata unità nazionale.
Negli ultimi anni il tema della memoria, spesso come nei romanzi di Ben Okri legato alla leggendaria figura dell'Abiku, è andato assumendo una posizione centrale nella costruzione narrativa, quasi a voler significare che superare le barriere tra passato e presente, tra realtà e immaginazione sia un modo per superare ogni altra divisione.
La Nigeria ha dato i natali a molti altri prolifici scrittori: Ken Saro-Wiwa, Buchi Emecheta, Elechi Amadi.
La nuova generazione, acclamata dalla critica include Chris Abani, Chimamanda Ngozi Adichie, Sefi Atta, Helon Habila, Helen Oyeyemi, Nnedi Okorafor, Kachi A. Ozumba, Sarah Ladipo Manyika, Lola Shoneyin, A. Igoni Barrett e Chika Unigwe.